# 詩吼
《詩吼》（英語：Howl）是一部2010年的美國實驗電影，由洛·鴨斯汀及謝菲·費烈曼執導，占士·法蘭高等主演。電影以1950年代的美國為背景，描繪垮掉派詩人艾伦·金斯堡的青年時期與他名作《嚎叫》在六畫廊（Six Gallery）的揭幕及其後的淫褻審訊，並混合了該詩不同段落的動畫版。

## 演員
- 占士·法蘭高 飾 艾伦·金斯堡

美國著名詩人，垮掉的一代中人
- Aaron Tveit 飾 Peter Orlovsky

金斯堡四十多年的伴侶，同為詩人
- 喬·漢姆 飾 Jake Ehrlich

金斯堡相當有名氣的律師，口頭禪為「永不認罪」，其後更有電視監製根據他生平創作了電視劇Perry Mason
- 大衞·史崔森 飾 Ralph McIntosh

檢察官
- 艾歷山度·利奧拿 飾 Luther Nichols

辯方證人，《三藩市記事報》的書評人及書評版編輯
- 瑪麗-露絲·柏嘉 飾 Gail Potter

控方證人，電台人物
- Bob Balaban 飾 Clayton W. Horn法官[8]
- 謝夫·丹尼斯 飾 David Kirk教授[9]
- Jon Prescott 飾 尼爾·卡薩蒂（英语：Neal Cassady）[10]
- 崔·威廉斯 飾 Mark Schorer[11]
- Todd Rotondi 飾 傑克·凱魯亞克
- Andrew Rogers 飾劳伦斯·弗林盖蒂[12]

## 參注
1. 1 2  http://www.movingpicturesmagazine.com/NewsViews/tabid/60/entryid/3438/Oscilloscope-Gets-U-S-Rights-to-Howl.aspx%5B%5D
2. ↑  . MonstersAndCritics.com.   [February 20, 2009]. （原始内容存档于2012-10-02）.
3. ↑  . PaperMag.com.   [April 24, 2009]. （原始内容存档于2016-03-03）.
4. ↑  . Cinematical.com.   [March 25, 2009]. （原始内容存档于2012-07-22）.
5. ↑  . MovieBlog.Ugo.com.   [May 5, 2009].
6. ↑  . NakedNotions.com.   [July 25, 2009].[]
7. ↑  . FilmSchoolRejects.com.   [September 10, 2008]. （原始内容存档于2016-04-10）.
8. ↑  . WercWerkWorks.com.   [March 24, 2009]. （原始内容存档于2016-03-15）.
9. ↑  . BuzzSugar.com.   [September 9, 2008]. （原始内容存档于2009-10-03）.
10. ↑  . werkwerkwerks.com.   [October 10, 2009]. （原始内容存档于2021-02-26）.
11. ↑  . ReserveResult.com.   [June 9, 2009]. （原始内容存档于2012-11-13）.
12. ↑  . /Film.   [June 9, 2009]. （原始内容存档于2010-10-28）.

## 外部連結
- 官方网站
- Howl （页面存档备份，存于） at Werc Werk Works
- AllMovie上《詩吼》的资料（英文）
- Box Office Mojo上《詩吼》的資料（英文）
- 互联网电影数据库（IMDb）上《詩吼》的资料（英文）
- Howl （页面存档备份，存于） at Metacritic
- 爛番茄上《詩吼》的資料（英文）
- Howls of Anger, and of Liberation （页面存档备份，存于） - a review by The Nation
- Venus Zine Reviews "Howl"